# 브레너 고개
브레너 고개(Brenner Pass)는 이탈리아와 오스트리아의 국경을 이루는 알프스산맥을 통과하는 고개이다. 동부 알파인 산맥의 주요 고개 중 하나이며, 해당 지역의 알파인 고개 중 고도가 가장 낮다.
낙농 소는 여름 내내 고산 목초지에서 풀을 뜯고 있다. 낮은 고도에서 농부들은 소나무를 벌목하고 작물을 심고 겨울 사료로 건초를 수확한다. 대부분의 고지대는 고도가 1,500m 이상이다. 소수는 약 2,000m의 높은 산에 서 있다.
브레너 고개의 중앙 부분은 남쪽의 보첸/볼차노와 북쪽의 인스부르크을 연결하는 4차선 고속도로와 철도 트랙을 포함한다. 브레너 마을은 아울렛 쇼핑센터(슈퍼마켓 및 상점), 과일 상점, 레스토랑, 카페, 호텔 및 주유소로 구성되어 있다. 인구는 400~600명(2011년 기준)이다.

## 어원
더 오래되고 쓸모없는 이론에서는 브레너라는 이름이 Breuni의 고대 부족 또는 갈리아족 족장 Brennus와 연결되어 있다고 주장했지만, 고개 이름이 14세기에야 처음 등장했기 때문에 보다 최근의 어원일 가능성이 훨씬 더 높다. 프레너는 원래 인근 농장의 이름이었고, 그 자체는 이전 소유자의 이름을 따서 명명되었다. 어떤 Prennerius의 농장은 1288년 문서에 언급되어 있고, 어떤 Chunradus Prenner de Mittenwalde는 1299년에 언급되어 있다. 토지 개간 기술. 고개 자체의 이름은 1328년 처음으로 ob dem Prenner (독일어로 Prenner 위쪽)로 나타난다.

## 역사

### 로마 왕국
로마인들은 가장 최근의 빙하기 이후 선사 시대에 이미 자주 사용되었던 브레너 고개를 정규화했다. 그러나 브레너 고개는 로마제국 하에서 정규화된 최초의 알파인 로마 횡단 도로가 아니었다.
알프스산맥을 가로지르는 최초의 로마 도로인 클라우디아 아우구스타 가도는 이탈리아 북부의 베로나와 로마 지방의 라에티아에 있는 아우구스타 빈델리코룸(오늘날의 아우크스부르크)을 연결했다. 아우구스타 가도는 서기 46-47년에 완성되었다. 루트는 아디게 계곡을 따라 인접한 레센 고개 (브레너 고개의 서쪽)까지 이어진 다음 인강 계곡으로 내려가 아우크스부르크를 향한 페른 고개까지 올라갔다.
브레너 고개를 물리적으로 가로지르는 로마 도로는 2세기까지 존재하지 않았다. 그것은 푸스터 계곡을 통해 ‘동쪽’ 경로를 취했고 벨디데나(현대의 빌텐)로 내려갔고, 그곳에서 인강을 지나 치를로 들어가고 퓌센을 경유하여 아우구스부르크에 도착했다.
알레만니족(게르만 부족)는 서기 268년에 남쪽으로 브레너 고개를 넘어 오늘날의 이탈리아로 향했지만, 그해 11월 베나쿠스 호수 전투에서 저지되었다. 로마인들은 5세기에 제국이 멸망할 때까지 고개를 통제했다

### 신성 로마 제국
중세 시대에 브레너 고개는 알프스 북쪽의 독일 왕국과 이탈리아 베로나의 행군을 연결하는 제국 도로인 임페리 가도의 일부였다. 카롤루스 왕조 디비시오 레그노룸 806에서 브레너 지역은 노릭 알프스를 통과하는 Per alpes Noricas라고 한다. 12세기부터 브레너 고개는 신성 로마 제국 내의 티롤 백작에 의해 통제되었다. 프레데릭 바르바로사 황제 이탈리아로의 제국 원정 중에 알프스를 건너기 위해 브레너 고개를 자주 사용했다. 12세기의 브레너 고개는 노새 기차와 수레를 위한 선로였다.
브레너 고개의 현대화는 1777년 마리아 테레지아 황후의 명령에 따라 마차 도로가 건설되면서 시작되었다.

### 오스트리아 제국
현대화는 오스트리아 제국과 1853년부터 1867년까지 단계적으로 완성된 브레너 철도 하에서 더 진행되었다. 이 철도는 주요 터널이 없고 고도가 높은(1,371m에서 브레너 고개를 건너는) 최초의 알프스 횡단 철도가 되었다. 철도의 완성으로 오스트리아군은 군대를 보다 효율적으로 이동할 수 있었다. 오스트리아인들은 베네치아와 롬바르디아 (알프스 남쪽)의 영토를 확보하기를 희망했지만, 1859년 제2차 이탈리아 독립 전쟁과 1866년 프로이센-오스트리아 전쟁으로 이탈리아에 빼앗겼다.

### 근현대
1918년 제1차 세계 대전이 끝날 무렵, 생제르맹 앙라예 조약(1919)에 따라 브레너 고개의 통제권은 이탈리아와 오스트리아가 공유하게 되었다. 런던 조약(1915)은 동맹국을 지원한 대가로 이탈리아에게 비밀리에 브레너 고개 남쪽의 영토를 부여했다. 웰슈티롤/트렌티노는 티롤 카운티 (현재의 사우스 티롤 ) 남부와 함께 이탈리아로 이전되었고, 이탈리아 군대는 티롤을 점령하고, 1919년에서 20년 사이에 브레너 고개에 도착했다.
제2차 세계 대전 중, 아돌프 히틀러와 베니토 무솔리니는 1940년 3월 18일 강철의 조약을 기념하기 위해 브레너 고개에서 만났다. 브레너 고개는 1945년 독일의 항복 이후 도주하는 일부 나치들이 사용했던 랫라인의 일부였다.

## 모터웨이
고속도로 E45 (유럽 지정, 이탈리아에서는 A22, 오스트리아에서는 A13 ), 브레너 아우토반/아우토슈트라다 델 브레너는 인스부르크에서 시작하여 브레너 고개, 보첸/볼차노, 베로나를 통과하여 모데나 외부에서 끝난다. 그것은 유럽에서 남북을 연결하는 가장 중요한 경로 중 하나이다.
1992년 솅겐 협정에 서명하고, 1995년 오스트리아의 유럽 연합 가입 이후, 브레너 고개의 세관과 출입국 관리소는 1997년에 철거되었다. 그러나 오스트리아는 유럽 이민자 위기에 대한 대응으로 2015년 국경 검사를 재개했다. 2016년 4월, 오스트리아는 고개에 370m 길이의 울타리를 건설할 것이라고 발표했지만 "이것은 사람들을 "채널"하는 데만 사용될 것이며, 장벽이 되지는 않을 것이라고 분명히 했다.""
인스브루크와 브레너 고개 사이의 대략 중간 지점에 위치한 유로파브뤼케 (유럽 다리)는 질강(비프탈) 계곡을 가로 지르는 6차선 브레너 아우토반을 나르는 대형 콘크리트 다리이다. 180m의 높이, 820m의 경간으로 1963년 완공 당시 공학의 걸작으로 찬사를 받은 다리이다. 다리에서 번지 점프가 인기를 얻은 관광 명소이다.
그러나 끊임없이 증가하는 화물 및 레저 교통은 국경 단속 없이 바쁜 시간에 긴 교통 체증을 유발하고 있다. 브레너 고개는 이 지역 내에서 유일한 주요 고개이다. 다른 인근 대안은 2,000m 이상의 고도에서 더 높은 산을 가로지르는 보도이다. 그 결과, 대기 및 소음 공해는 지역 및 유럽 정치에서 심각한 논쟁을 불러일으켰다. 2004년 기준으로 연간 약 180만 대의 트럭이 유로파 다리를 건넜다.

## 철도
도로 교통을 용이하게 하기 위해 브레너 아래에 있는 브레너 베이스 터널을 포함하여 일련의 터널로 브레너 철도를 베로나에서 인스부르크까지 업그레이드할 계획이 있다. 터널의 공식 기공식이 2006년에 이루어졌지만(같은 해에 측량 터널이 시추됨) 실질적인 작업은 2011년까지 시작되지 않았다. 자금 문제로 인해 터널의 예정된 완공 날짜가 2022년에서 2032년보다 빠르지 않게 지연되었다.